# (73272) 2002 JW51
(73272) 2002 JW51 – planetoida z pasa głównego asteroid okrążająca Słońce w ciągu 4,17 lat w średniej odległości 2,59 j.a. Odkryta 9 maja 2002 roku.